# (4916) Brumberg
(4916) Brumberg és un asteroide pertanyent al cinturó d'asteroides, descobert el 10 d'agost de 1970 per l'equip de l'Observatori Astrofísic de Crimea des de l'Observatori Astrofísic de Crimea, (República de Crimea).
Provisionalment va ser designat com 1970 PG. Va ser anomenat Brumberg en honor de l'astrònom rus Víctor Aleksandrovich Brumberg component del personal de l'Institut d'Astronomia Teòrica entre els anys 1958 i 1987 i de l'Institut d'Astronomia Aplicada des de l'any 1988.
Està situat a una distància mitjana del Sol de 3,043 ua, podent allunyar-se'n fins a 3,333 ua i acostar-s'hi fins a 2,753 ua. La seva excentricitat és 0,095 i la inclinació orbital 10,77 graus. Empra 1939 dies a completar una òrbita al voltant del Sol.

## Característiques físiques
La magnitud absoluta de Brumberg és 11,5. Té 16,507 km de diàmetre i té una albedo estimada de 0,178.